# Macizo Armada Argentina
La cordillera Patuxent o macizo Armada Argentina (según Argentina) es una cadena montañosa que integra las montañas Pensacola, que comprende las colinas Thomas, Anderson, Mackin Table y varios nunataks y crestas delimitadas por los glaciares Bahía Buen Suceso, Academy y Patuxent. Supera los 3000 m, siendo su extremo noreste elevado.
Fue descubierta y parcialmente fotografiada el 13 de enero de 1956 en el curso de un vuelo transcontinental sin escalas del personal de la Operación Deep Freeze de la Armada de los Estados Unidos, desde el estrecho de McMurdo al mar de Weddell.

## Toponimia
Fue nombrado por el Comité Consultivo sobre Nomenclatura Antártica de Estados Unidos en referencia a la estación aeronaval del Río Patuxent (en el estado de Maryland), ubicada en el lado sur de la desembocadura del río Patuxent. El área fue cartografiada en detalle por el Servicio Geológico de los Estados Unidos a partir de trabajos y fotografías aéreas realizas por la Armada de los Estados Unidos entre 1956 y 1966.
En la toponimia antártica argentina, fue llamado en honor a la Armada Argentina, por el Grupo Aeronaval U. T. 7. 8., que en enero de 1962 realizó el primer vuelo argentino al polo sur geográfico.

## Composición

### Colinas Anderson
| - Cresta Clark - Cresta King - Monte Cross - Monte Lowry - Monte Bruns - Monte Murch - Monte Stroschein | - Monte Suydam - Monte Whillans - Monte Woods - Glaciar MacNamara - Cadena Weber - Acantilados Wrigley |

### Colinas Thomas
- Glaciar MacNamara
- Pico Martin
- Cresta Nance

### Otros
| - Bennett Spires - Nunatak Bessinger - Roca Blake - Nunatak Brazitis - Nunatak Brooks - Acantilado Brown - Nunataks DesRoches - Nunatak DeWitt | - Glaciar Bahía Buen Suceso o Foundation Ice Stream - Houk Spur - Nunatak Lawrence - Nunatak Lekander - Mackin Table - Monte Bragg - Monte Campleman - Monte Dover | - Monte Dumais - Monte Wanous - Monte Weininger - Nunatak Natani - Glaciar Patuxent - Escarpados Pecora - Nunatak Phillips - Acantilados Plankington | - Nunatak Postel Nunatak - Acantilado Snake - Stout Spur - Picos Sullivan - Nunataks White - Monte Chiriguano |

## Reclamaciones territoriales
Argentina incluye al área en el departamento Antártida Argentina dentro de la provincia de Tierra del Fuego, Antártida e Islas del Atlántico Sur; para Chile forma parte de la comuna Antártica de la provincia Antártica Chilena dentro de la Región de Magallanes y de la Antártica Chilena; y para el Reino Unido integra el Territorio Antártico Británico. Las tres reclamaciones están sujetas a las disposiciones del Tratado Antártico.